# 四万十都市圏
四万十都市圏（しまんととしけん）は、高知県四万十市を中心とする都市圏である。

## 都市雇用圏（10% 通勤圏）
金本良嗣・徳岡一幸によって提案された都市圏。細かい定義等は都市雇用圏に則する。一般的な都市圏の定義については都市圏を参照のこと。
- 10% 通勤圏に入っていない町村は、各統計年の欄で灰色かつ「-」で示す。

| 自治体 ('80) | 1980年                | 1990年                | 2000年                | 2005年                  | 2010年                  | 2015年                  | 自治体 （現在） |
| ------------ | --------------------- | --------------------- | --------------------- | ----------------------- | ----------------------- | ----------------------- | --------------- |
| 西土佐村     | -                     | -                     | -                     | 四万十 都市圏 4万9215人 | 四万十 都市圏 7万8373人 | 四万十 都市圏 7万3106人 | 四万十市        |
| 中村市       | 中村 都市圏 4万6596人 | 中村 都市圏 4万6346人 | 中村 都市圏 4万6838人 | 四万十 都市圏 4万9215人 | 四万十 都市圏 7万8373人 | 四万十 都市圏 7万3106人 | 四万十市        |
| 大方町       | 中村 都市圏 4万6596人 | 中村 都市圏 4万6346人 | 中村 都市圏 4万6838人 | 四万十 都市圏 4万9215人 | 四万十 都市圏 7万8373人 | 四万十 都市圏 7万3106人 | 黒潮町          |
| 三原村       | -                     | -                     | 中村 都市圏 4万6838人 | 四万十 都市圏 4万9215人 | 四万十 都市圏 7万8373人 | 四万十 都市圏 7万3106人 | 三原村          |
| 宿毛市       | -                     | -                     | -                     | -                       | 四万十 都市圏 7万8373人 | 四万十 都市圏 7万3106人 | 宿毛市          |
| 大月町       | -                     | -                     | -                     | -                       | 四万十 都市圏 7万8373人 | 四万十 都市圏 7万3106人 | 大月町          |
| 佐賀町       | -                     | -                     | -                     | -                       | 四万十 都市圏 7万8373人 | 四万十 都市圏 7万3106人 | 黒潮町          |

- 2005年4月10日 - 中村市・幡多郡西土佐村が合併して四万十市が発足
- 2006年3月20日 - 幡多郡佐賀町・大方町が合併して黒潮町が発足。